# Palazzo Muti Bussi

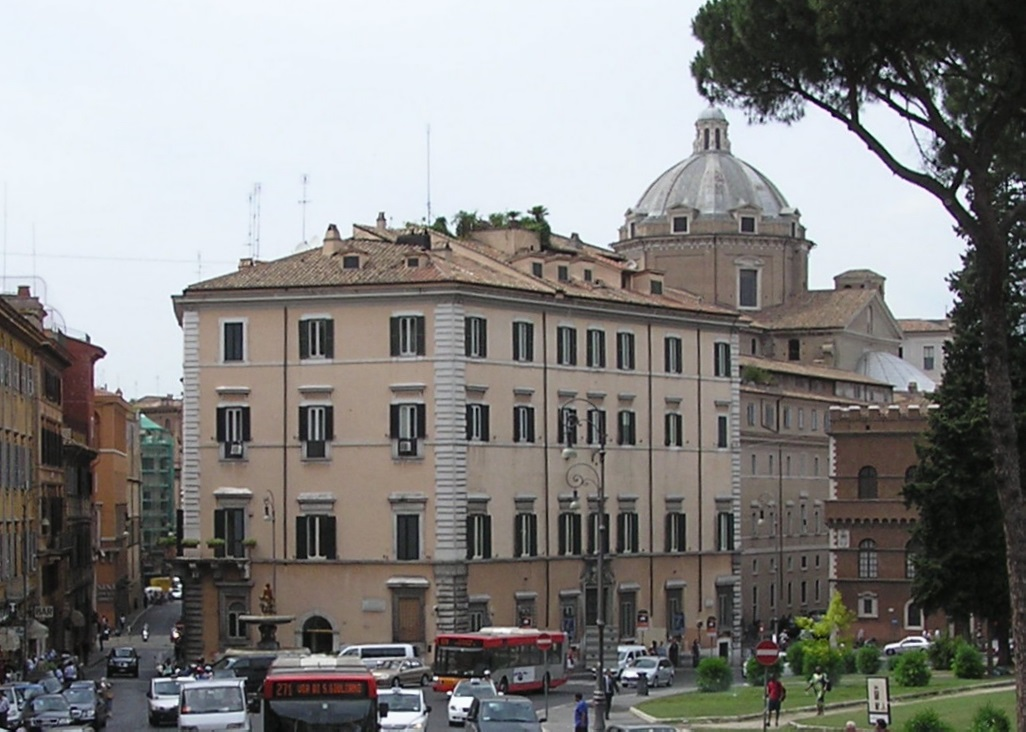
Vista do palácio na Piazza d'Aracoeli. Ao fundo, a Igreja de Jesus.

Palazzo Muti Bussi, conhecido originalmente como Palazzo Muti, é um palácio maneirista localizado na Piazza d'Aracoeli, no rione Campitelli de Roma.

## História
O palácio foi projetado e iniciado por Giacomo della Porta em 1585 por ordem de Orazio Muti. Della Porta utilizou completamente um terreno pentagonal, antes ocupado em parte por um outro palácio de propriedade do próprio Muti. Depois de uma interrupção nas obras por causa da morte do arquiteto, a construção foi reiniciada por Giovanni Antonio de' Rossi, que trabalhou no local entre 1642 e 1645 e mais tarde, entre 1660 e 1662, para reorganizar os acessos ao edifício e do pátio interno. O palácio foi modernizado no século XVIII. A família Muti alegava ser descendente de Múcio Cévola e, por isso, quando Cecília Muti, a última da família, se casou com Giulio Bussi, o pai dela insistiu que Muti fosse acrescentado ao sobrenome dele (por causa da fama, o nome Muti inclusive aparece primeiro).
As extensivas demolições realizadas na década de 1930 para isolar o Campidoglio e para abrir espaço para a construção do imenso Vittoriano, apesar de devastadoras para o caráter medieval preexistente no bairro, permitiram trazer à luz a bela fachada do palácio.

## Descrição

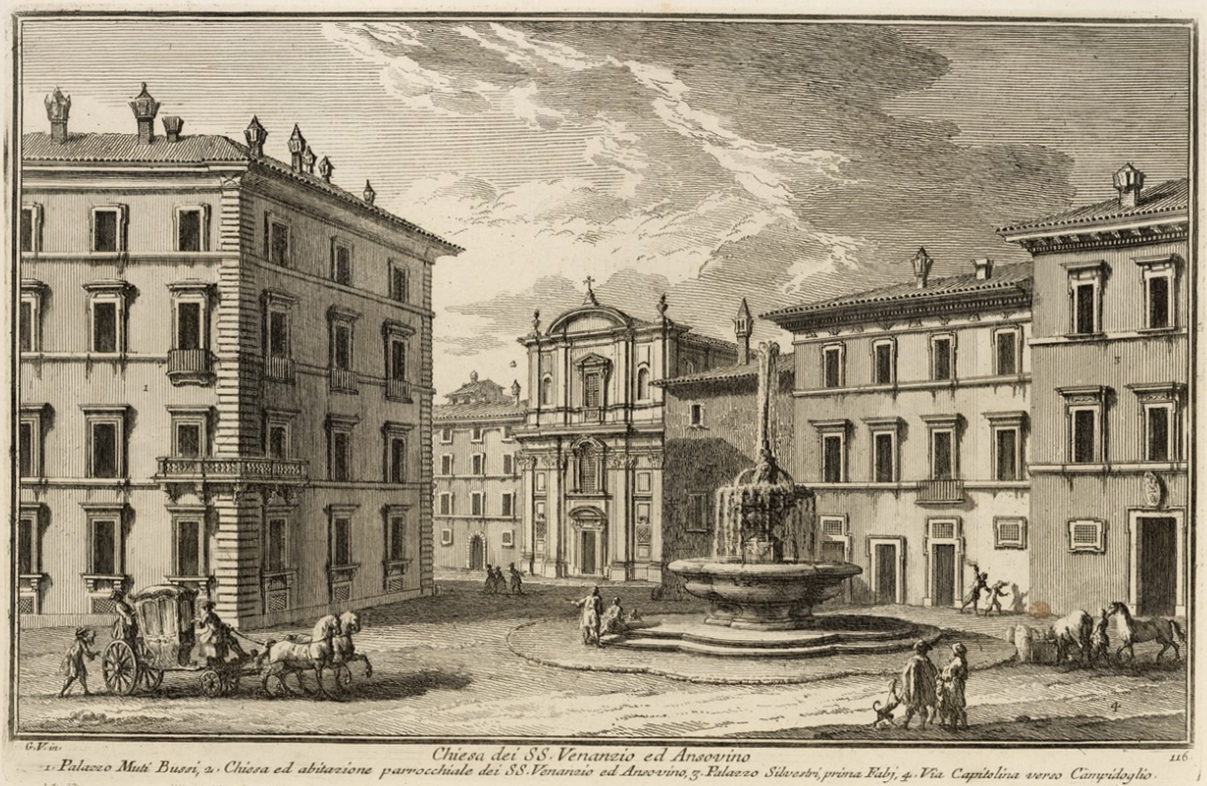
Gravura de Giuseppe Vasi (1756) mostrando o Palazzo Muti Bussi à esquerda e a fonte na Piazza d'Aracoeli no centro. Todos os demais edifícios à direita foram demolidos na década de 1930 para isolar o Campidoglio e permitir a construção do Vittoriano.

O edifício apresenta cinco fachadas principais, na Via di San Venanzio, Piazza dell’Aracoeli, Via d'Aracoeli, Vicolo degli Astalli, Via di San Marco e um chanfro na Via d'Aracoeli. Sua estrutura é composta por um sótão, um piso térreo, três pisos acima e um teto com um ático. Os portais principais, atribuídos a De Rossi, são dois: o primeiro se abre no chanfro da esquina entre a Via dell'Aracoeli e o Vicolo degli Astalli e é retangular, encimado por uma decoração com o brasão dos Muti e um pequena cabeça; o segundo, do lado oposto do primeiro, na Via di San Venanzio, também é retangular e encimado por um brasão. As janelas no piso térreo contam com arquitraves, grades e parapeitos avançados suportados por mísulas sob as quais se abrem as pequenas janelas do sótão. No piso nobre as janelas são arquitravadas e são iluminadas por luminárias de ferro forjado. Neste piso se destaca também o balcão suportado por mísulas na esquina da Piazza dell'Aracoeli. No segundo piso, as janelas são simples, mas também com arquitraves e luminárias de ferro — as que estão de frente para a praça tem uma grade de ferro logo abaixo. No terceiro piso, as janelas contam apenas com cornijas. Coroando as fachadas está o beiral. Todas as esquinas do edifício são decoradas por silhares rusticados. Parte das decorações internas e externas foram destruídas por um incêndio que, em 1648, danificou o apartamento ocupado na época pelo cardeal Stefano Brancaccio.